# Lely (Florida)
Lely è un census-designated place degli Stati Uniti d'America, situato nella parte occidentale della Contea di Collier dello Stato della Florida.
Secondo le statistiche del 2010, la città ha una popolazione di 3.857 abitanti su una superficie di 3,80 km².